# بوليمورغان
بوليمورغان (بالإنجليزية: Pulimurugan) هو فيلم أكشن وإثارة هندي بلغة المالايالامية الهندية لعام 2016م من إخراج فيساخ وبطولة موهانلال، بدأ التصوير الرئيسي في 16 يوليو 2015 في هانوي، فيتنام، واكتمل في أوائل فبراير 2016، صدر الفيلم في الهند في 7 أكتوبر 2016، بلغت تكلفته  25 مليون كرو روبية، وأصبح أول فيلم في صناعة الأفلام المالايالامية، وكان الفيلم المالايالامي الأعلى ربحًا على الإطلاق حتى عام 2019، وثالث أعلى ربح في جنوب الهند في 2016، وهو أيضًا أحد أكثر أفلام المالايالامية مشاهدة على الإطلاق في ولاية كيرلا. تم اختيار درجة الفيلم من بين 141 درجة مؤهلة تتنافس على جائزة الأوسكار لأفضل موسيقى تصويرية.

## روابط خارجية
- بوليمورغان على موقع IMDb (الإنجليزية)
- بوليمورغان على موقع قاعدة بيانات الأفلام العربية
- بوليمورغان على موقع قاعدة بيانات الفيلم (الإنجليزية)
- بوليمورغان على موقع ليتربوكسد (الإنجليزية)
- بوليمورغان على موقع كينوبويسك (الروسية)